# Nicolas de Malézieu

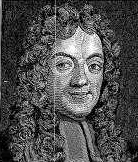
Nicolas de Malézieu.

Nicolas de Malézieu, nació en París en septiembre de 1650 y murió también ahí el 4 de marzo de 1727, fue un hombre letrado, helenista y matemático francés.

## Su vida y obra
Fue escudero y señor de Châtenay, luego canciller de Dombes y secretario general de los suizos y de los grisones de Francia. Fue consejero del duque de Maine, junto al cual los introdujo Bossuet, y declama las piezas de Eurípides y Sófocles a la duquesa, quien hizo de su castillo de Sceaux un salón literario y mundano. Consejero después de Luis de Francia, duque de Borgoña, fue nombrado miembro de la Academia de las Ciencias francesa en 1699 y de la Academia francesa en 1701.
Los cursos de matemáticas dados durante cuatro años al duque de Borgoña son acogidos por su bibliotecario y publicados por Nicolas de Malézieu en 1705 con el título de Élémens de géométrie de Mgr le duc de Bourgogne (Elementos de geometría de Mgr del duque de Borgoña). El Periódico de los sabios rinde una cuenta detallada de las observaciones que él hizo sobre los puntos geométricos y los números infinitamente pequeños. En 1713, la obra fue traducida al latín bajo el título Serenissimi Burgundiae Ducis Elementa Geometrica, ex Gallico Semone in Latinum translata ad Usum Seminarii Patavini. Una tercera edición póstuma, revisada, corregida y argumentada de un tratado de los logaritmos, con la introducción a la aplicación del álgebra a la geometría, publicada en 1729.
Nicolas de Malézieu es también el autor de una traducción de Ifigenia en Tauride de Eurípides, así como de poemas, canciones, cuentos y de parodias publicadas en 1712 en los Entretenimientos de Sceaux y en 1725 en la Suite de los Entretenimientos entre los cuales están Filemon y Baucis, El Príncipe de Cathay, Los Importunos de Chatenay, La Gran Noche del eclipse, El Huésped de Lemnos, El Qattara y el Heautontimorumenos. Hacía composiciones en un plazo de un día, estos entretenimientos se fijaron en la música y se presentaba en escena para dar el más grande deleite de la duquesa, a quien le impartía cursos de astronomía, y de quien, dijo Voltaire, « hizo su fortuna. »